# Bus Bords de Marne
La ligne Bords de Marne est un projet de bus à haut niveau de service (BHNS) en site propre, qui reliera la gare du Val de Fontenay à la gare de Chelles - Gournay, en passant par la gare de Neuilly-Plaisance.
Elle a pour principaux objectifs de faciliter les rabattements vers le réseau ferré et d'accompagner la densification des secteurs du Val de Fontenay à Fontenay-sous-Bois et de Maison Blanche à Neuilly-sur-Marne.
Tous les aménagements prévus respecteront les normes d’accessibilité aux personnes à mobilité réduite.

## Tracé
Longue d'environ 8,6 km, la nouvelle ligne devrait desservir dix-sept stations sur sept communes (Fontenay-sous-Bois, Le Perreux-sur-Marne, Neuilly-Plaisance, Neuilly-sur-Marne, Gagny, Gournay-sur-Marne, Chelles), en reprenant sur la majorité de son parcours le tracé de la ligne de bus 113 de la RATP sur l'ex route nationale 34.
Elle relierait le pôle multimodal de Val de Fontenay à la gare de Chelles - Gournay en passant par Neuilly-Plaisance.
|  |   |  | Station                     | Zone | Commune                                     | Correspondances                    |
|  | - |  | --------------------------- | ---- | ------------------------------------------- | ---------------------------------- |
|  | ■ |  | Val de Fontenay RER         |      | Fontenay-sous-Bois                          | existant : en travaux : envisagé : |
|  | • |  | Bobet - Carnot              |      | Fontenay-sous-Bois                          |                                    |
|  | • |  | Avron                       |      | Le Perreux-sur-Marne                        |                                    |
|  | • |  | Jules Ferry                 |      | Le Perreux-sur-Marne                        |                                    |
|  | • |  | Jouleau                     |      | Le Perreux-sur-Marne                        |                                    |
|  | • |  | Neuilly-Plaisance RER       |      | Neuilly-Plaisance                           | (RER) · (A)                        |
|  | • |  | Aristide Briand             |      | Neuilly-sur-Marne                           |                                    |
|  | • |  | Foch - De Gaulle            |      | Neuilly-sur-Marne                           |                                    |
|  | • |  | Place de la Résistance      |      | Neuilly-sur-Marne                           |                                    |
|  | • |  | Verdun                      |      | Neuilly-sur-Marne                           |                                    |
|  | • |  | Blancheville - Ville-Évrard |      | Neuilly-sur-Marne                           |                                    |
|  | • |  | Maison Blanche              |      | Neuilly-sur-Marne                           | envisagé :                         |
|  | • |  | L'Avenir                    |      | Neuilly-sur-Marne                           |                                    |
|  | • |  | Pointe de Gournay           |      | Neuilly-sur-Marne, Gagny, Gournay-sur-Marne |                                    |
|  | • |  | Rue du Port                 |      | Chelles                                     |                                    |
|  | • |  | Foch                        |      | Chelles                                     |                                    |
|  | ■ |  | Chelles - Gournay RER       |      | Chelles                                     | existant : en travaux :            |

(Les stations en gras servent de départ ou de terminus à certaines missions ; les noms ne sont pas définitifs)

Plan de la ligne prévue.

Une piste cyclable serait également aménagée le long du tracé.

## Exploitation et offre de services

Logo utilisé par Île-de-France Mobilités.

La ligne fonctionnera tous les jours. Elle reliera les terminus du Val de Fontenay et de Chelles - Gournay en trente minutes, soit une vitesse commerciale estimée entre 17 et 18 km/h, grâce aux aménagements de voies dédiées aux bus et à la mise en place de priorités aux carrefours. La fréquence aux heures de pointe sera d'un bus toutes les quatre à six minutes environ.
La ligne sera exploitée avec des bus bi-articulés de 24 m de long, nécessitant la création d'un nouveau centre opérationnel bus. 
La prévision de fréquentation à horizon 2030 est de 40 000 voyageurs par jour ouvrable.

## Coût du projet
Le projet est estimé pour un coût de 185 millions d'euros réparti de la façon suivante :
- 156,6 M pour les infrastructures dont 22,6 M pour la construction du centre opérationnel bus
- 28,4 M pour le matériel roulant financé en intégralité par Île-de-France Mobilités

## Calendrier
- 2019 : études préalables.
- 9 novembre 2020 au 8 février 2021 : concertation préalable[4].
- 2021 - 2022 : études de schéma de principe, étude d’impacts, dossier d’enquête publique.
- 2024 : enquête publique et obtention de la déclaration d’utilité publique.
- Envisager 2030 : mise en service.